# Siroccopteryx
Siroccopteryx (лат.) — род птерозавров семейства анхангверид, живший в середине мелового периода (между альбским и сеноманским веками, около 105 млн лет назад). Ископаемые остатки найдены в Марокко. Возможно, являлся тем же животным, что и Coloborhynchus.

## Описание
Род назвали и описали в 1999 году Брин Мэйдер и Александр Келлнер. Название переводится как «крылья Сирокко» и названо так из-за тёплого ветра, который берёт своё начало в Северной Африке и проходит через Средиземное море, с добавлением греческого слова pteryx. Обозначение вида, S. moroccensis, отсылает к названию государства Марокко, поскольку это первый птерозавр, описанный в этой стране.
Птерозавр известен только по передней части челюсти с зубами. Голотип, LINHM 016, был найден возле Эр-Рашидии, в области Мекнес-Тафилалет, на юго-востоке Марокко, в слое красного песчаника, мелкозернистых наносов из альба — сеномана. Он состоит из кончика клюва и передних зубов в разомкнутом состоянии. Морда животного была длинной и узкой, с сильно удлинённой дистальной частью и килеобразым гребнем на ней, более высоким, чем у анхангверы, но ниже, чем у Coloborhynchus или Tropeognathus. Зубы были короткими, но острыми и более крепкими, чем у анхангверы. Кость грубая и жёсткая, со следами впадин и углублений. Это может быть последствием консервации, однако учёные предполагают, что подобные отметины могут указывать на болезнь, вызванную зубными абсцессами. По словам Андрэ Вельдвейжера, подобное повреждение могло образоваться уже после смерти животного и указывает на наличие кожистого чехла на гребне клюва.
Размах крыльев Siroccopteryx мог составлять от четырёх до пяти метров. Вероятно, эти птерозавры планировали, подобно современным альбатросам, над поверхностью моря, охотясь за рыбой и другой мелководной добычей.

## Систематика
Учёные поместили Siroccopteryx в семейство анхангверид, согласно Келлнеру. Дэвид Анвин, однако, в 2001 году указал на то, что образец мог принадлежать одному из видов Coloborhynchus. Он назвал его C. moroccensis и отнёс к семейству Ornithocheiridae. Однако данная точка зрения остаётся спорной. В том же году Михаэль Фестнахт (Michael Festnacht) заявил, что широким концом клюва птерозавр больше похож на анхангверу. В 2009 году Келлнер посчитал, что Siroccopteryx, Coloborhynchus clavirostris и Uktenadactylus, вероятно, образуют кладу в пределах семейства анхангверид.